# Invasioni mongole del Vietnam
Quattro grandi campagne militari furono lanciate dall'Impero mongolo e successivamente dalla dinastia Yuan contro il regno di Đại Việt (odierno Vietnam del Nord) governato dalla dinastia Trần e il regno di Champa (odierno Vietnam del Sud) nel 1258, 1282–1284, 1285 e 1287–1288. Le campagne sono interpretate da un certo numero di studiosi come un successo per i mongoli a causa dell'instaurazione di relazioni tributarie con i vietnamiti nonostante i mongoli abbiano subito gravi sconfitte militari. Al contrario, la moderna storiografia vietnamita considera la guerra come una grande vittoria nazionale contro gli invasori stranieri.
La prima invasione iniziò nel 1258 quando l'Impero mongolo era ancora unito ed il Khagan cercava percorsi alternativi per invadere i territori della dinastia Song. Il generale mongolo Uriyangkhadai riuscì a catturare la capitale vietnamita Thang Long (odierna Hanoi) prima di dirigersi a nord nel 1259 per invadere le terre dei Song nell'odierna Guangxi come parte di un attacco mongolo coordinato con eserciti che attaccavano nel Sichuan sotto Möngke Khan e altri eserciti mongoli che attaccano nell'odierna Shandong e nel Henan. La prima invasione stabilì anche relazioni tributarie tra il regno vietnamita, precedentemente uno stato tributario della dinastia Song, e la dinastia Yuan. Nel 1282, Kublai Khan, quale capo della dinastia Yuan, lanciò un'invasione navale di Champa che portò all'instaurazione di relazioni tributarie.
Con l'intenzione di chiedere maggiori tributi e la supervisione diretta degli Yuan sugli affari locali a Đại Việt e Champa, gli Yuan lanciarono un'altra invasione nel 1285. La seconda invasione di Đại Việt non riuscì a raggiungere i suoi obiettivi e gli Yuan ritentarono il colpo nel 1287 con l'intento di sostituire il non collaborativo sovrano Trần Nhân Tông con il principe disertore Trần Trần Ích Tắc . Alla fine della seconda e della terza invasione, caratterizzate da successi iniziali e successive grandi sconfitte per i mongoli, Đại Việt e Champa accettarono la supremazia nominale della dinastia Yuan e divennero stati tributari per evitare ulteriori conflitti.

## Contesto

### L'Indocina al tempo dell'Impero mongolo

L'Indocina nell'XI secolo.

Al principio del XIII secolo, l'Indocina era un complesso mosaico di regni di medie dimensioni, solitamente frutto dell'affermazione statale di distinte etnie:
- il Regno di Pagan, di etnia Mon, governava dagli anni 870 sull'attuale Birmania ed entrava allora in una fase di declino politico. Insieme al Dai Viet (v. seguito) era il più settentrionale dei potentati indocinesi e contendeva al cinese Regno di Dali (odierno Yunnan) una linea di confine d'impervi terreni montuosi (odierno Stato Shan). Stante lo strisciante declino, era uno dei due principali centri di potere dell'Indocina continentale;[21]
- il florido Impero Khmer, di etnia Khmer, controllava dal IX secolo il territorio della Cambogia ed estendeva le sue propaggini sugli attuali Thailandia e Laos, qualificandosi quale secondo dei centri di potere continentali indocinesi;[21]
- il regno di Hariphunchai, di etnia Mon, nella Thailandia del Nord, sopravviveva come cuscinetto tra Pagan ed i Khmer che avevano ripetutamente tentato di assoggettarlo;
- a partire dal X secolo, la confederazione etnica dei "Popoli tai" s'insediò in pianta stabile una vasta fascia di territori compresi tra il nord-est dell'India e il nord del Vietnam, precedentemente occupata dai Mon, costituendo compagini (spesso semplici seppur prosperose città-stato, le mueang 勐S, měngP) inizialmente assoggettate ai Khmer ma che nel Duecento mossero i primi passi della loro indipendenza: es. il Regno di Lavo (Laos); il Regno di Sukhothai (Thailandia); ecc.
- nella penisola malese sopravvivevano i domini continentali della talassocrazia di Srivijaya, un tempo potente ma ora incapace di fronteggiare la spinta dei tai (es. Sukhothai);
- il regno Đại Việt, o Annam, di etnia Viet, prosperava dagli anni 960, quando i vietnamiti avevano emancipato i territori nel Vietnam del Nord (fond. il delta del fiume Rosso) dalle province meridionali dell'Impero cinese, allora allo sbando per il collasso (907) della dinastia Tang. Il regno aveva attraversato quattro dinastie (v.si seguito), ognuna delle quali aveva mantenuto un rapporto tributario pacifico con l'impero cinese;
- a sud del Đại Việt, nelle terre dell'attuale Vietnam del Sud, prosperava dal VII secolo il regno di Champa, di etnia Chăm, grazie al controllo su di uno snodo fondamentale della Rotta delle spezie.

Focalizzando gli assetti politici delle terre prettamente vietnamite, il rapporto di Champa con il Đại Việt, tanto quanto con i Khmer che dominavano l'entroterra peninsulare indocinese, si era improntato, sin dal X-XI secolo, su di un'alternanza di assoggettamento tributario ed emancipazione militari: es. giusto nel 1220 Champa era riuscita a svincolarsi dall'occupazione Khmer in corso dal 1203 (occupazione dovuta alla precedente vittoriosa campagna di Champa ai danni dei Khmer che avevano vista saccheggiata dai sudvietnamiti la loro capitale, Angkor!). Il Đại Việt era stato invece interessato negli anni 1220 da una guerra civile che aveva portato al crollo della dinastia Lý (1009-1225) in favore della dinastia Trần (1225-1400) di etnia Han.

### La conquista mongola del Yunnan

Il Regno di Dalí (Yunnan) e Dai Viet nel 1142.

Entro il 1250, l'Impero mongolo controllava vasti tratti dell'Eurasia, tra cui gran parte dell'Europa orientale, l'Anatolia, la Cina del Nord, Mongolia, Manciuria, Asia centrale e Tibet nonché l'Asia occidentale. Era però ancora aperta la contesa con la dinastia Song, nel sud della Cina, per l'assoggettamento della totalità dell'Impero Celeste e, in questo contesto, il Khagan Möngke Khan (r. 1251-1259) pianificò nel 1259 di attaccare da tre direzioni i Song, aggirandone i confini ai danni dei regni limitrofi.
Per evitare un costoso assalto frontale contro i Song, comportante il rischioso attraversamento del basso corso dello Yangtze, Möngke decise infatti di stabilire una base operativa nel sud-ovest della Cina, fuori dalle terre Song, da cui organizzare un attacco al fianco del nemico. Al kuriltai dell'estate 1252, Möngke ordinò pertanto al fratello Kublai di guidare la campagna a sud-ovest contro i Song nel Sichuan. Quell'autunno, 100 000 mongoli avanzarono verso il fiume Tao, poi penetrarono nel bacino del Sichuan, sconfiggendovi un esercito di Song e stabilendovi una base importante.
Quando Möngke venne a sapere che re Duan Xingzhi di Dalì si rifiutava di negoziare e che il suo primo ministro Gao Xiang aveva assassinato gli inviati mongoli, pretese la resa di Dalì ed ordinò a Kublai e Uriyangkhadai, figlio del famoso generale Subedei, di attaccare il regno meridionale nell'estate del 1253. In settembre, Kublai Khan lanciò pertanto un triplice attacco contro Dalì, ne affrontò le forze presso il fiume Jinsha e le sconfisse, occupando la città di Dalì 15 dicembre. Duan Xingzhi e Gao Xiang fuggirono: Gao fu presto catturato e decapitato; Duan Xingzhi raggiunse Shanchan (odierna Kunming) e resistette ai mongoli con l'aiuto dei clan locali fino all'autunno del 1255, quando fu finalmente catturato.
Alla fine del 1254, Kublai era tornato in Mongolia da Möngke, lasciando Uriyangkhadai a pacificare le varie etnie/tribù dello Yunnan. All'inizio del 1257, Uriyangkhadai si portò nel Gansu e inviò messaggeri alla corte imperiale a Karakorum per informare Möngke che lo Yunnan era ora saldamente sotto il controllo mongolo. Soddisfatto, il Khagan onorò e ricompensò generosamente il suo generale che tornò nello Yunnan a preparare per le prime incursioni mongole nel Sud-est asiatico.
Come avevano fatto durante altre invasioni, a Dalì i mongoli lasciarono la dinastia nativa al potere ma sotto la supervisione di loro funzionari. Lo studioso Bin Yang ha notato che il clan Duan fu reclutato per assistere i mongoli nell'attacco ai regni dell'Indocina settentrionale: sia il Regno di Pagan sia il Đại Việt (quanto meno nella prima campagna). Chiaramente, gli invasori istituirono guarnigioni militari nel territorio appena conquistato, presidiate principalmente da musulmani d'etnia turca provenienti dall'Asia centrale.

### Approccio mongolo al Đại Việt
Nell'autunno del 1257, Uriyangkhadai inviò due messaggeri al sovrano vietnamita Trần Thái Tông (noto come Trần Nhật Cảnh dai mongoli), fondatore della dinastia, chiedendo sottomissione e un salvacondotto attraverso i suoi domini per attaccare i Song da sud. Trần Thái Tông, in buoni rapporti con i Song, negò il suo consenso alla strategia mongola, imprigionò i legati di Uriyangkhadai e schierò i suoi soldati ed i suoi elefanti per scoraggiare i mongoli. Dopo che anche i successivi tre inviati furono incarcerati nelle prigioni di Thang Long (odierna Hanoi), Uriyangkhadai invase il Đại Việt con i generali Trechecdu e Aju nelle retrovie.

## Gli schieramenti

### Esercito mongolo

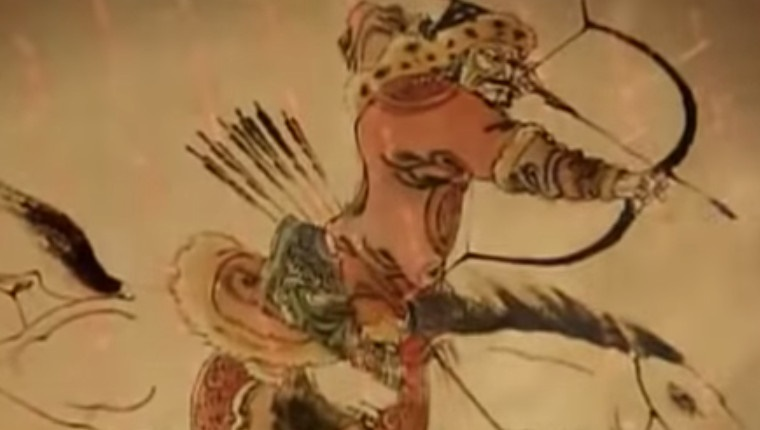
Arciere mongolo a cavallo.

La spina dorsale dell'esercito mongolo era costituita dagli arcieri a cavallo e, in generale, l'orda mongola nel suo insieme era composta quasi unicamente da forze di cavalleria, soprattutto cavalleria leggera (arcieri a cavallo poco o nulla corazzati) ma anche cavalleria pesante (arcieri a cavallo e/o lancieri con armatura). Ogni soldato mongolo manteneva tipicamente 3 o 4 cavalli. Il reclutamento si basava su di un sistema socio-militare che organizzava l'orda in unità decimali: decurie (Arban), centurie (Yagun), chiliarchie (Minghaan) e armate (Tumen). L'armata mongola standard era composta da 2-3 tumen. Tipicamente avanzavano su un ampio fronte, profondo cinque linee: le prime tre composte da arcieri a cavallo e le ultime due da lancieri. L'armata era sempre divisa in tre corpi: ala sinistra (Jungar), centro (Khol) e ala destra (Baraunghar).
Gli eserciti schierati da Kublai Khan contro i vietnamiti erano il frutto della sistematica assimilazione di forza combattente che i mongoli, dai tempi di Gengis Khan, avevano effettuato con i popoli vinti e sottomessi. Caratteristica peculiare delle armate imperiali mongole era appunto la multi-etnicità: es. l'armata di Uriyangkhadai nella Prima invasione del Đại Việt (1258), 30 000 uomini in totale (più probabilmente meno di 15 000), comprendeva sia mongoli veri e propri sia Yi del regno di Dali, con una ratio oscillante tra i 2 000 Yi per diverse migliaia di mongoli secondo gli studiosi vietnamiti e 3 000 mongoli e 10 000 Yi secondo tal'altri.

### Eserciti del Đại Việt e di Champa

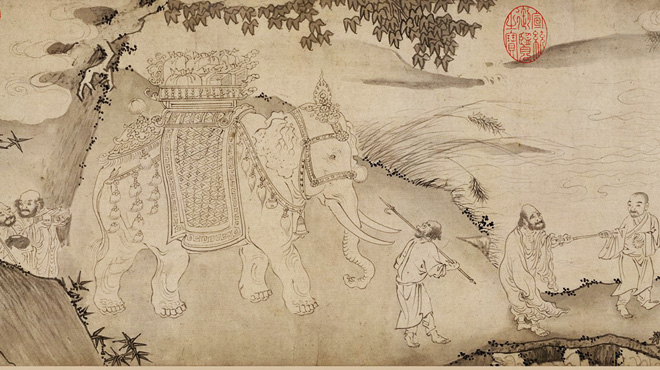
Elefante da guerra vietnamita - PARTICOLARE in Rotolo di Truc Lam Mahasattva.

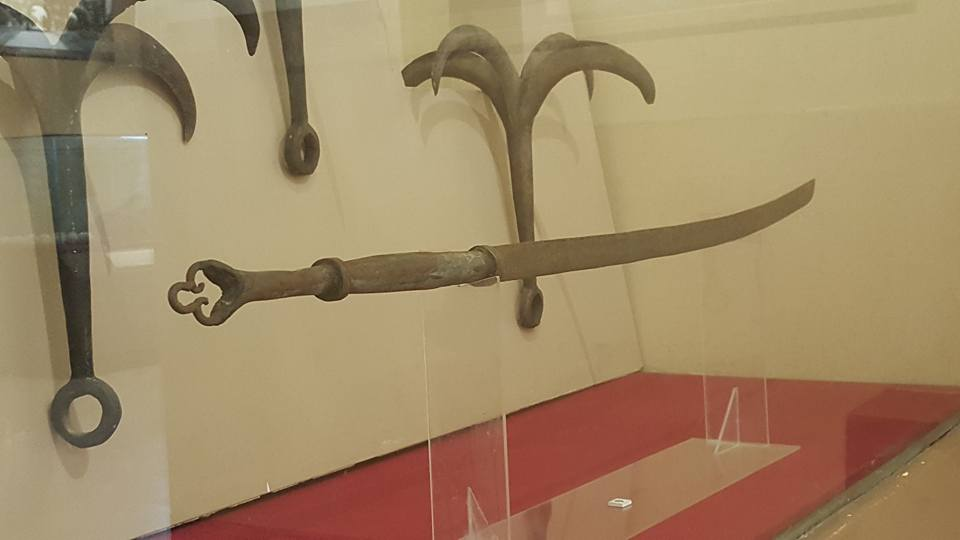
Sciabola dao e uncini di ferro della dinastia Trần - Museo di storia militare del Vietnam.

Gli eserciti vietnamiti del tempo ricalcavano quelli cinesi. Mancano informazioni dettagliate circa l'equipaggiamento dei soldati ma da quello che è stato possibile ricostruire appare chiaro che, a differenza dei soldati Khmer, spesso privi di corazza, i soldati vietnamiti disponevano di armatura (es. armatura lamellare) oltre ad armi di chiara matrice sinica: sciabola tipo dao; balestra; ecc. Stando alle prove iconografiche, le forze di cavalleria comprendevano anche cavalleria pesante con armatura lamellare non dissimile da quella mongola.
Una delle caratteristiche degli eserciti vietnamiti (indocinesi in generale) del tempo era l'uso, ormai altrove desueto, degli elefanti da guerra. I pachidermi impiegati dal regno di Champa potevano montare, sul dorso, delle baliste a doppio arco di tipo cinese. I mongoli avevano già affrontato gli elefanti durante l'invasione della Corasmia (1219-1221) ed erano riusciti a debellarli con la semplice forza dei loro arcieri e/o con opportuni accorgimenti tattici (es. l'uso dell'artiglieria). La campagna vietnamita e la contestuale campagna birmana confermarono questa capacità delle armate gengiscanidi di gestire i pachidermi sul campo di battaglia.
Le strategie e le tattiche dei vietnamiti sfruttavano le particolarità geografiche del loro paese, caratterizzato da una lunga linea costiera, entroterra ricco di ampi bacini idrici oggetto di complesse opere di canalizzazione volte a favorire la risicoltura, fitte foreste, ecc. Le operazioni militari si tramutavano quasi sempre in un misto di campagne terrestri ed anfibie e gli invasori stessi erano spesso costretti a procedere lungo la costa, anche tramite flotte da sbarco o di supporto, per movimentare grandi numeri di soldati. Le tattiche di maggior successo prevedevano la terra bruciata, tattiche mordi e fuggi, azioni di guerriglia, ecc. Soprattutto, i Đại Việt seppero rispondere all'aggressione mongola con una difesa a oltranza frutto di un'attenta pianificazione (v.si seguito).
L'esercito del regno di Champa differiva notevolmente da quello del Đại Việt: era più piccolo e mal organizzato. Champa non avevano una gerarchia militare ben definita, seppur certamente c'erano distinzioni tra soldati ordinari, ufficiali e comandanti d'alto rango: es. il comandante in capo (Tien tong) era supportato da generali (Tong binh), colonnelli (Tien si) e capitani (Si binh). Gli ufficiali erano probabilmente nominati dal re o da altri funzionari di corte e le loro responsabilità potrebbero aver incluso l'addestramento e la guida delle truppe, nonché la gestione della logistica e dei rifornimenti. I condottieri ed i generali erano probabilmente membri della famiglia reale o comunque nobili, mentre i sottufficiali erano probabilmente cittadini comuni. I generali erano responsabili della guida degli eserciti, di prendere decisioni strategiche e negoziare alleanze con altre potenze, mentre i colonnelli guidavano reggimenti e battaglioni e i capitani guidavano le compagnie. La marina di Champa era invece una forza formidabile che consentiva ai Chăm di dominare il commercio nel sud-est asiatico: era utilizzata per la guerra, l'esplorazione, il commercio ed il trasbordo di merci.

## Prima invasione del Đại Việt (1258)

Prima guerra mongolo – vietnamita (1257-1258)

Gli studiosi moderni datano l'avvio della campagna al 17 gennaio 1258. Fu combattuta una battaglia in cui i vietnamiti usarono elefanti da guerra, con l'imperatore Trần Thái Tông alla guida dell'esercito sul suo elefante. Aju ordinò alle sue truppe di tirare frecce ai piedi dei pachidermi che si voltarono in preda al panico e causando disordini nell'esercito vietnamita, mettendolo in rotta. Gli alti ufficiali viet fuggirono su barche pre-preparate, mentre parte del loro esercito fu distrutto a No Nguyen (odierna Việt Trì sul fiume Rosso). Il giorno successivo, il resto dell'esercito Đại Việt subì nuovamente una grave sconfitta in una feroce battaglia al ponte Phú Lộ. Ciò spinse il monarca vietnamita a evacuare la capitale. Gli annali Đại Việt postumi riportarono di un'evacuazione "ordinata" laddove invece i vietnamiti ripiegarono in disordine, lasciando le armi nella capitale.
Trần Thái Tông fuggì su un'isola al largo, mentre i mongoli occupavano la sua capitale. Trovarono i loro inviati in prigione, uno di loro già deceduto, e, per vendetta, massacrarono gli abitanti della città. Sebbene i mongoli avessero catturato con successo la capitale, le province circostanti erano ancora sotto il controllo vietnamita. Le fonti cinesi sostengono, a questo punto, che Uriyangkhadai si ritirò dal Vietnam a causa del cattivo clima ma il condottiero lasciò Thang Long dopo nove giorni per invadere l'impero Song nell'odierno Guangxi, secondo un complesso schema d'attacco preordinato che vedeva Möngke Khan impegnato nel Sichuan e altri eserciti mongoli che attaccavano nell'odierna Shandong e lo Henan. L'esercito mongolo si guadagnò il popolare soprannome locale di "nemici buddisti" perché non saccheggiò né uccise mentre si spostava a nord, nello Yunnan. Dopo la perdita di un principe e della capitale, l'imperatore Trần Thái Tông si sottomise ai Mongoli.
Un mese dopo essere fuggito dalla capitale nel 1258, l'imperatore Trần Thái Tông tornò e iniziò relazioni diplomatiche regolari e una relazione tributaria con la corte mongola, trattando i mongoli alla pari dei Song ma senza rinunciare ai legami con questi ultimi. Nel marzo 1258, l'imperatore Trần Thái Tông si ritirò e lasciò che suo figlio, il principe Trần Hoảng, succedesse al trono. Nello stesso anno, il nuovo imperatore inviò messi ai mongoli nello Yunnan. Avendo la sottomissione e l'assistenza del nuovo imperatore di Đại Việt, Uriyangkhadai radunò immediatamente un esercito di 3 000 cavalieri mongoli e 10 000 truppe di Dalì al suo ritorno nello Yunnan. Tramite Đại Việt, lanciò un nuovo assalto ai Song nell'estate del 1259 a Guilin e raggiunse Tanzhou (odierna provincia di Hunan) in un'ennesima offensiva congiunta guidata da Mongke.
L'improvvisa morte di Möngke nell'agosto del 1259 interruppe gli sforzi mongoli per conquistare la Cina dei Song. In Mongolia, il principe Arig Bek si proclamò sovrano dell'Impero mongolo e lo stesso fece in Cina suo fratello Kublai. Negli anni successivi, i mongoli furono risucchiati nella contesa dinastica conseguente per poter nuocere ai due regni del Vietnam.

## Interludio (1260-1283)

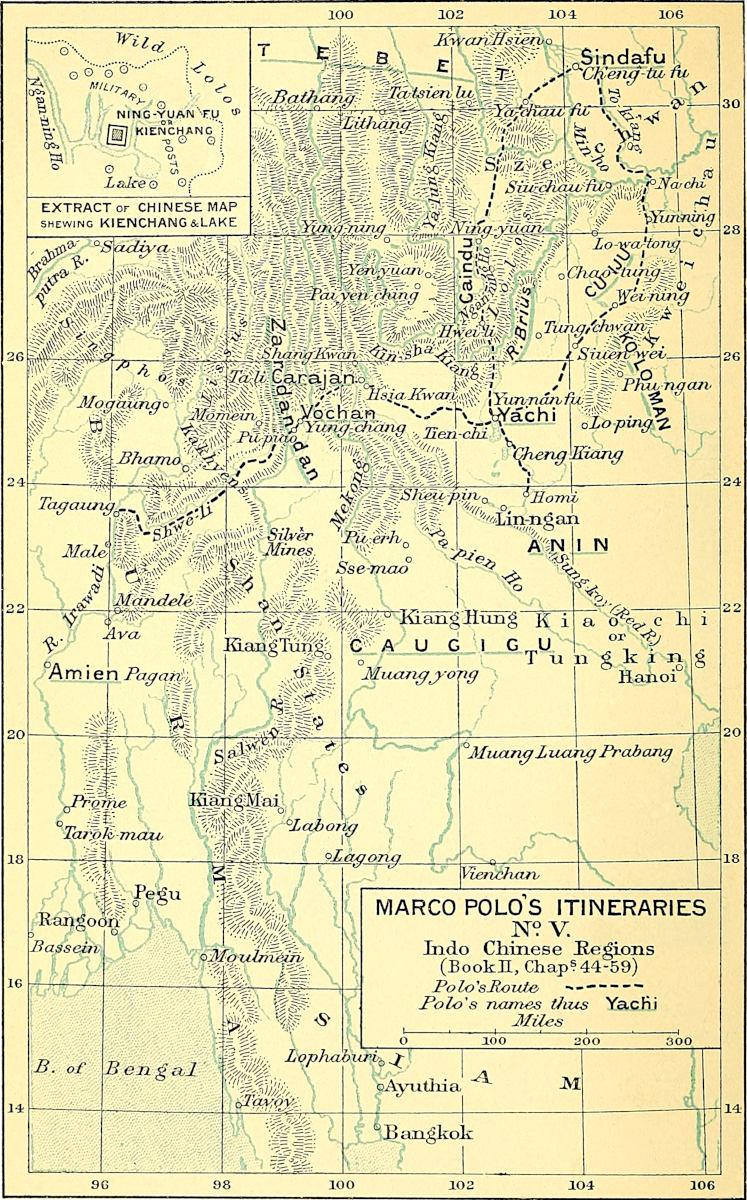
L'itinerario di Marco Polo nel Sud Ovest della Cina e nel Sud Est Asiatico - ill. in Yule-Cordier. La posizione di Caugigu in questa mappa è più precisa che nella mappa di A. Herrmann sopra.

Nel 1261, Kublai incorporò il Đại Việt nell'apparato burocratico imperiale: Trần Thánh Tông venne infeudato quale "Re di Annam" (mo. Annan guowang) ed al suo regno fu assegnato un darughachi (esattore delle tasse). Il darughachi, Sayyid Ajall, riferì che il re vietnamita lo aveva corrotto occasionalmente. Entro il 1267, Kublai era però insoddisfatto dell'accordo tributario con Trần, equiparabile a quello degli sconfitti Song, e chiese di più. Mandò suo figlio Hugaci alla corte vietnamita con un elenco di richieste, come l'incontro in presenza tra i due monarchi per i rituali di vassallaggio, censimenti, tasse in denaro e in lavoro, incenso, oro, argento, cinabro, legno di agar, legno di sandalo, avorio, guscio di tartaruga, perle, corno di rinoceronte, seta e tazze di porcellana - tutte richieste che nessuno dei due regni aveva soddisfatto. Nello stesso anno, Kublai richiese che la corte Đại Việt inviasse in Cina due mercanti musulmani, che credeva si trovassero a Đại Việt, affinché prestassero servizio nelle regioni occidentali, e designò l'erede al trono Yuan come "Principe dello Yunnan" con controllo su Dali, Shanshan (odierna Kunming) e Đại Việt, sancendo l'incorporazione del Đại Việt nell'Impero Yuan, cosa inaccettabile per i vietnamiti.

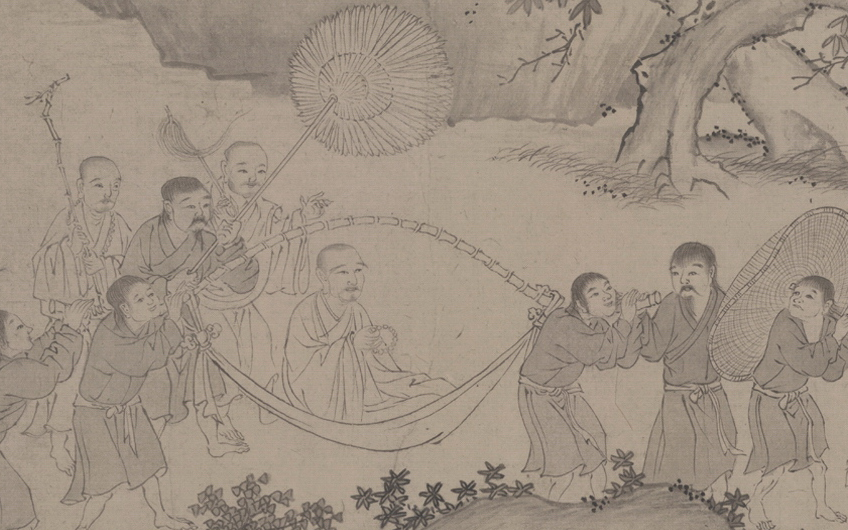
Re Trần Nhân Tông (r. 1278-1293), sovrano del Đại Việt durante l'invasione mongola.

Kublai Khan era parimenti molto interessato ad assoggettare il regno di Champa perché, come anticipato, dominava le rotte marittime che triangolavano tra Cina, Indocina e Subcontinente indiana, configurandosi quale superpotenza economica dell'area grazie al controllo sul lucroso mercato delle spezie. Sebbene il re di Champa avesse accettato il protettorato mongolo, la sua sottomissione era riluttante.
Nel 1277 Kublai lanciò la prima invasione mongola della Birmania: il suo generale Quduq sconfisse, nella battaglia di Ngasaunggyan, in territorio cinese (Yunnan), le forze del regno di Pagan.
Nel 1278 morì Trần Thái Tông. Il re Trần Thánh Tông si ritirò e nominò suo successore il principe ereditario Trần Nhân Tông/Trần Khâm (Trần Nhật Tôn per i mongoli). Kublai inviò una missione guidata da Chai Chun nel Đại Việt, esortando il nuovo re a venire in Cina di persona, ma questi rifiutò. Lo Yuan negò allora il riconoscimento di Trần come re e cercò d'intronare un disertore vietnamita re del Đại Việt. Frustrati dal fallimento delle missioni diplomatiche, molti funzionari Yuan sollecitarono Kublai a inviare una spedizione punitiva.
Nel 1279, la vittoria di Kublai Khan nella battaglia di Yamen sancì la definitiva sconfitta dei Song (già sconfitti nel 1276) ed il totale assoggettamento della Cina alla neonata dinastia Yuan. Il Khagan fu allora libero di concentrare le sue attenzioni sulle terre vietnamite, ora giusto al di là dei suoi confini più meridionali. Comprendendo l'approssimarsi di un nuovo scontro, Trần Nhân Tông iniziò a preparare il paese.
Alla fine del 1281, Kublai emanò un editto ordinante la mobilitazione di 100 navi e 10 000 uomini, costituiti da forze ufficiali Yuan, ex-truppe e marinai Song, per invadere i potentati tai di Sukhothai e Lavo, le lontane coste indiane del Malabar e altri paesi. Nei piani del Khagan, Champa sarebbe stato «incaricato di fornire le provviste di cibo alle truppe.» I suoi piani furono però annullati perché la corte Yuan propose, con successo, di sottomettere diplomaticamente tali paesi. Tutte le relative missioni diplomatiche dovevano però passare o fermarsi a Champa, paese di forte sentimento pro-Song come noto a Kublai.
A partire dall'autunno del 1282, il Đại Việt si dotò di un alto comando militare che iniziò i preparativi formali, inclusi l'addestramento di truppe ed ufficiali, per far fronte alla minaccia mongola. Nel 1283, Kublai Khan inviò Ariq Qaya nel Đại Việt con una richiesta di aiuto nella guerra contro Champa (supporto logistico, truppe, libero passaggio) che Trần rifiutò.

## Invasione di Champa (1283)

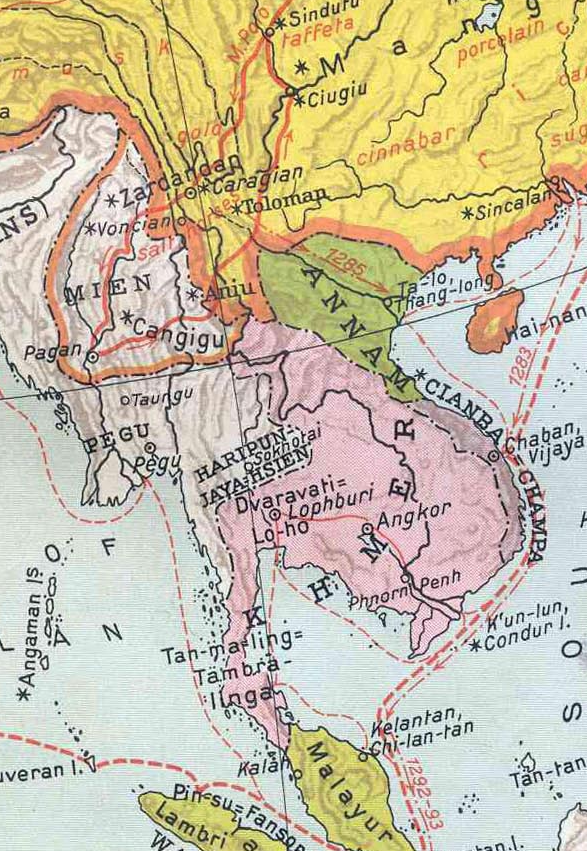
Campagne mongolo-Yuan in Birmania, Champa e Dai Viet e la rotta di Marco Polo - ill. di Albert Herrmann.
La posizione di Cangigu/Caugigu (Tung-king, o Kiao-chi, o Annam) era troppo a ovest, all'interno del paese di Mien (Birmania), contrariamente all'interpretazione di Paul Pelliot e di altri moderni studiosi di Marco Polo. V.si Mappa di Yule-Cordier nel seguito.

### Casus belli
Come anticipato, un gran numero di funzionari, soldati e financo civili cinesi fuggiti dai mongoli erano rifugiati a Champa e vi avevano fomentato sentimenti anti-Yuan. Così, nell'estate del 1282, quando gli inviati Yuan, He Zizhi, Hangfu Jie, Yu Yongxian e Yilan, passarono per Champa, furono imprigionati dal principe Cham Harijit. Kublai ordinò allora a Sogetu dei Jalairs, il governatore di Guangzhou, di guidare una spedizione punitiva contro i Cham dichiarando «Il vecchio re [Jaya Indravarman V] è innocente. Quelli che si oppongono al nostro ordine sono suo figlio [Harijit] e un cinese del sud.» Alla fine dell'anno, Sogetu guidò un'invasione marittima di Champa con 5 000 uomini ma riuscì a radunare solo 100 navi e 250 mezzi da sbarco perché la maggior parte dei legni Yuan erano andati perduti durante le Invasioni mongole del Giappone.

### La campagna

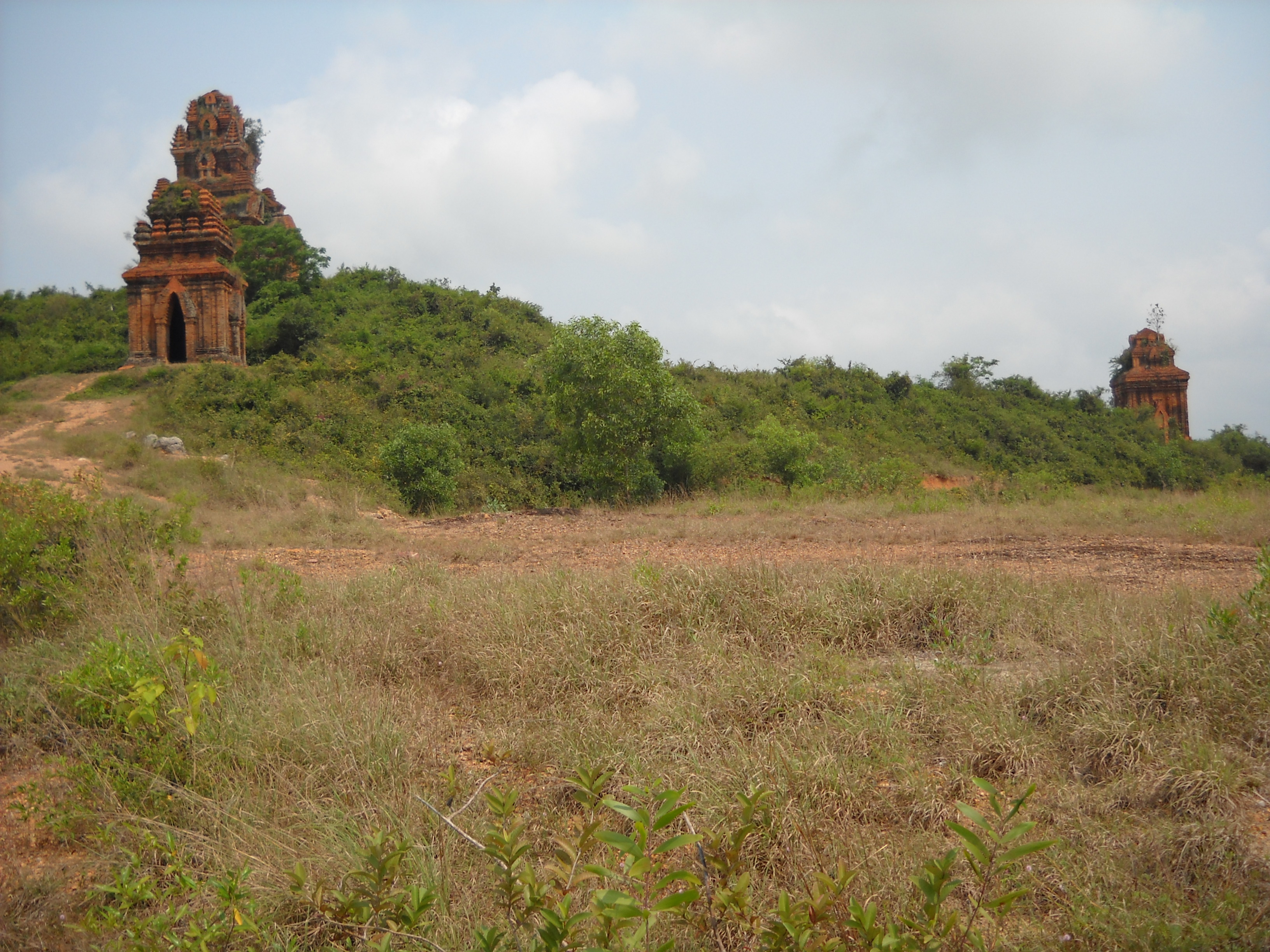
Ruderi di Vijaya (Đồ Bàn)

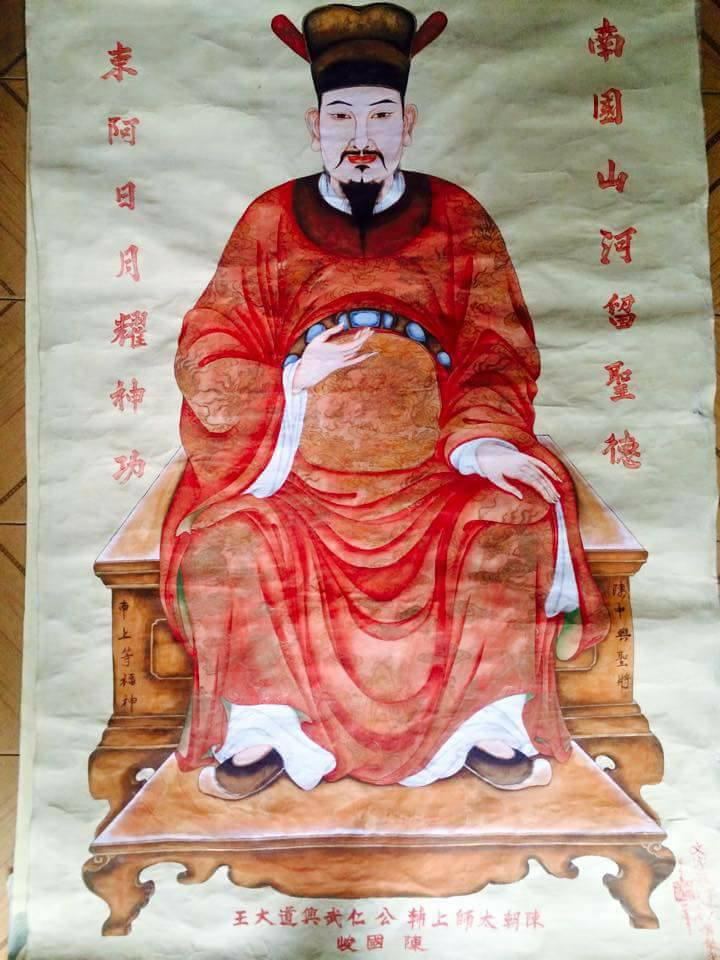
Ritratto del principe Trần Quốc Tuấn (1228–1300), noto ai mongoli come Hưng Đạo đại Vương, l'eroe militare di Đại Việt durante la seconda e la terza invasione mongola

La flotta di Sogetu arrivò sulla costa di Champa, vicino all'odierna Thị Nại Bay, nel febbraio 1283. I Chăm avevano già preparato una palizzata di legno fortificata sulla sponda occidentale della baia. Il mongolo sbarcò a mezzanotte del 13 febbraio e attaccò la palizzata su tre lati. I difensori uscirono allora allo scoperto: marciarono verso la spiaggia incontro agli Yuan con 10 000 uomini e diverse decine di elefanti. L'esperto generale mongolo scelse i punti di attacco e lanciò un assalto così feroce da sfondare. Gli Yuan sconfissero il loro nemico e catturarono i forti Chăm e le loro ricche vettovaglie. Sogetu arrivò nella capitale nemica, Vijaya, e la conquistò due giorni dopo ma si ritirò e s'accampò fuori città. L'anziano re di Champa, Indravarman V, abbandonò il suo palazzo, diede fuoco ai suoi magazzini e si ritirò dalla capitale, evitando i tentativi mongoli di catturarlo sulle colline. Re Indravarman V ed il principe Harijit si rifiutarono entrambi di visitare l'accampamento di Yuan. I Chăm giustiziarono due inviati Yuan catturati e tennero un'imboscata alle truppe di Sogetu sulle montagne.
Mentre i delegati Chăm continuavano ad accampare scuse, i comandanti Yuan iniziarono gradualmente a rendersi conto che il nemico non avevano intenzione di venire a patti e stava solo usando i negoziati per prendere tempo. Da una spia catturata, Sogetu seppe che Indravarman aveva 20 000 uomini con sé sulle montagne, aveva convocato rinforzi dalla Provincia di Ninh Thuan (Phan Rang-Tháp Chàm) nel sud ed aveva inviato emissari al Đại Việt, ai Khmer e a Re Kertanegara (r. 1268-1292) di Singhasari (Giava) per chiedere aiuto. Il 16 marzo, Sogetu inviò una forte spedizione sulle montagne per scovare e distruggere il nascondiglio del re di Champa che fu però respinta con pesanti perdite in un'imboscata. Il principe Harijit avrebbe poi coordinato azioni di guerriglia che nei due anni successivi logorarono gli invasori.
Gli Yuan si ritirarono nella palizzata di legno sulla spiaggia in attesa di rinforzi e rifornimenti. Gli uomini di Sogetu scaricarono le provviste, sgomberarono i campi e coltivarono il riso tanto che quell'estate ne raccolsero 150 000 picul. Sogetu inviò due ufficiali a minacciare l'imperatore Khmer, Jayavarman VIII (r. 1243-1295), ma furono arrestati. Ostacolato dalla latitanza del re di Champa, Sogetu chiese rinforzi a Kublai e nel marzo 1284 un'altra flotta Yuan con più di 20 000 uomini su 200 navi al comando di Ataqai e Ariq Qaya ancorò al largo di Vijaya. Sogetu presentò il suo piano per sottomettere Champa marciando attraverso il Đại Việt. Kublai accettò il suo piano, risoluto a sfruttarlo come pretesto per un'altra invasione del regno nord-vietnamita (v.si seguito) e mise al comando dell'intera operazione il figlio Togon, con Sogetu come secondo in comando.

## Seconda invasione del Đại Việt (1285)

Seconda invasione mongola del Vietnam (1284-1285)

### Preparativi Yuan
Come anticipato, nella primavera del 1284, Kublai Khan aveva messo il principe Togon al comando della forza terrestre che avrebbe dovuto assistere Sogetu nella sottomissione di Champa. Togon chiese nuovamente ai nord-vietnamiti il libero passaggio attraverso il loro regno verso Champa, al fine di attaccare il nemico meridionale sia da nord sia da sud, ma i Viet, comprendendo trattarsi d'un pretesto per la conquista Yuan del Đại Việt, rifiutarono. Trần ordinò una guerra difensiva contro l'invasione Yuan, con il principe Trần Quốc Tuấn a capo dell'esercito. Un inviato Yuan registrò che i vietnamiti avevano già inviato 500 navi per aiutare i Cham.
In autunno, Togon iniziò a spostare le sue truppe ai confini con il Đại Việt e in dicembre un inviato riferì che Kublai aveva ordinato a Togon, Pingzhang Ali e Ariq Qaya di entrare nel Đại Việt, con il pretesto di attaccare Champa, ed assoggettarlo. Ufficiali militari cinesi dei Song e funzionari civili che si erano sposati con l'élite vietnamita si erano poi spostati a Champa, come registrato da Zheng Sixiao. I soldati Song facevano parte dell'esercito vietnamita preparato dal re Trần Thánh Tông contro la seconda invasione mongola. Sempre nello stesso anno, il viaggiatore veneziano Marco Polo visitò quasi certamente Đại Việt (Caugigu) quando lo Yuan e i vietnamiti erano pronti per la guerra, poi andò a Chengdu passando per Heni (Amu).

### La campagna

#### Avanzata mongola (gennaio-maggio 1285)

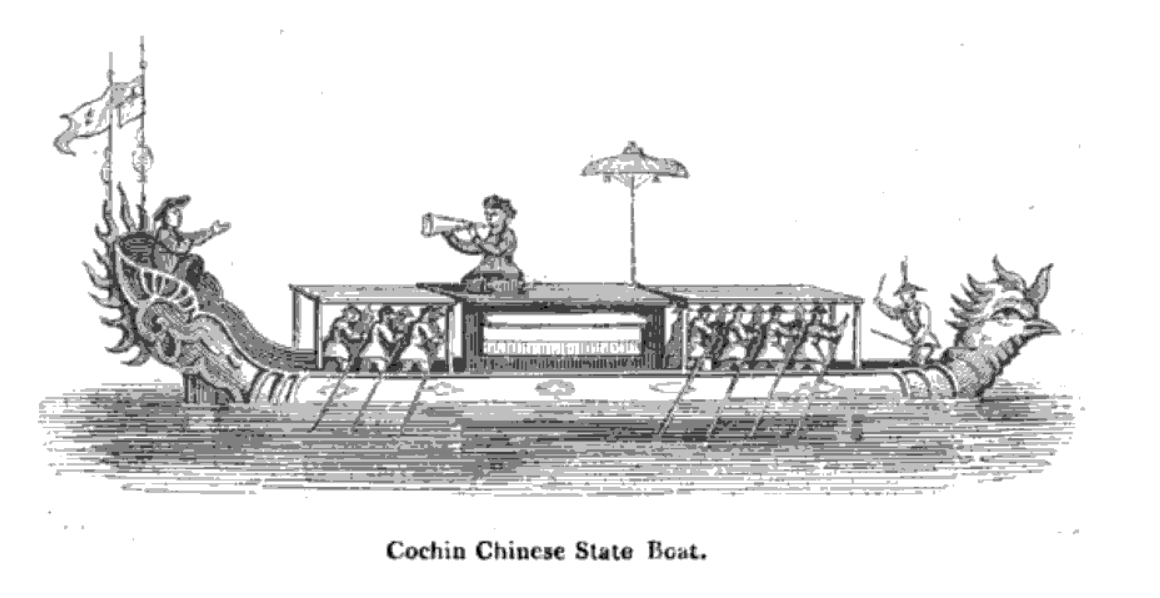
Barca a vela vietnamita - ill. di John Crawfurd (1828)

L'esercito Yuan invase Đại Việt sotto il comando del principe Togon e del generale uiguro Ariq Qaya, mentre il generale Tangut Li Heng e il generale musulmano Omar guidavano la marina. Un'altra colonna Yuan entrò nel Đại Việt dallo Yunnan, guidata da Nasr ad-Din bin Sayyid Ajall - il generale della Corasmia nominato governatore del Yunnan e comandante della seconda campagna contro il regno Pagan nell'inverno 1277 - mentre lo Yunnan fu affidato a Yaghan Tegin. Le forze vietnamite sono state segnalate in numero di 100 000. Le truppe Yuan attraversarono il Passo dell'Amicizia, il confine sino-vietnamita, il 27 gennaio 1285, divise in sei colonne mentre si facevano strada lungo i fiumi. Dopo aver superato il terreno montuoso, rallentate da chiodi e altre trappole lungo i sentieri, le forze mongole al comando di Omar raggiunsero Vạn Kiếp (odierna provincia Hải Dương) il 10 febbraio e tre giorni dopo ruppero le difese vietnamite per raggiungere la sponda nord del fiume Cầu. Il 18 febbraio, i mongoli usarono barche catturate e sconfissero i vietnamiti, attraversando con successo il fiume. Tutti i soldati catturati trovati con le parole "Sát Thát" ("Morte ai mongoli") tatuate sulle braccia furono giustiziati. Invece di spingersi a sud, le vittoriose forze Yuan rimasero sulla riva nord del fiume, combattendo scaramucce quotidiane ma senza avanzare.
Togon inviò un ufficiale di nome Tanggudai per istruire Sogetu, nel Huế, a marciare verso nord con un movimento a tenaglia inviando allo stesso tempo frenetici appelli per rinforzi dalla Cina, e scrisse al re vietnamita che le forze Yuan erano arrivate, non come nemici ma come alleati contro Champa. A fine febbraio, le forze di Sogetu marciarono verso nord attraverso il passo di Nghệ An, catturando le città di Vinh e Thanh Hoá, così come le basi di rifornimento vietnamite a Nam Định e Ninh Bình, e facendo prigionieri 400 ufficiali Song che avevano combattuto a fianco dei Viet. Il principe Quốc Tuấn divise le sue forze nel tentativo di impedire a Sogetu di unirsi a Togon ma questo tentativo fallì e furono sopraffatti. Phạm Ngũ Lão combatté contro i mongoli in questa seconda invasione mongola così come nella terza invasione mongola.
A fine febbraio, Togon lanciò un'offensiva su vasta scala contro il Đại Việt. La flotta Yuan di Omar attaccò lungo il fiume Đuống, catturò Thang Long e spinse il re Nhân Tông verso il mare. Molti reali e nobili vietnamiti furono spaventati e disertarono allo Yuan, incluso il principe Trần Ích Tắc. Dopo aver catturato la capitale Viet, gli Yuan scoprirono che il grano della città era stato preso per negar loro i rifornimenti ed impedirgli di trasformare la capitale occupante in un vantaggio strategico. Il giorno seguente, Togon entrò nella capitale e non trovò altro che un palazzo vuoto. Trần Nhân Tông e il suo esercito riuscirono a fuggire nelle proprietà reali a Nam Dinh e lì si riorganizzarono. Le forze Yuan di Omar lanciarono due offensive navali in aprile e spinsero le forze vietnamite più a sud.

#### Contrattacco vietnamita (maggio-giugno 1285)
Nel maggio 1285 gli Yuan avevano esteso eccessivamente la loro rete di approvvigionamento. Togon ordinò a Sogetu di guidare le sue truppe in un attacco a Nam Định per sequestrare rifornimenti. A Thăng Long, la situazione delle forze Yuan divenne disperata. La carenza di cibo, la fame, il caldo estivo e le malattie iniziarono a prosciugare la forza lavoro e il morale. Le unità di cavalleria pesante mongola e turca erano inutili in quell'ambiente adatto solo a fanteria e marina. In una battaglia nel passo Hàm Tử (odierno distretto di Khoái Châu, provincia di Hưng Yên) a fine maggio, un contingente di truppe Yuan fu sconfitto da una forza partigiana composta da ex-truppe Song guidate da Zhao Zhong sotto il principe Nhật Duật e nativi. Il 9 giugno, le truppe mongole evacuarono Thang Long per ritirarsi in Cina.
Le forze vietnamite del principe Quốc Tuấn navigarono allora a nord e attaccarono Vạn Kiếp, importante campo Yuan, interrompendo ulteriormente la linea dii rifornimenti nemica. Molti generali Yuan furono uccisi nella battaglia, tra cui l'anziano Li Heng, colpito da una freccia avvelenata. Le forze Yuan sbandarono e Sogetu fu ucciso nel Chương Dương da una forza congiunta Cham-Viet in giugno. Per proteggere Togon dai proiettili, i soldati costruirono una scatola di rame in cui lo nascosero finché non furono in grado di ritirarsi al confine con il Guangxi. I generali Yuan Omar e Liu Gui corsero alla spiaggia, trovarono una piccola barca e fuggirono in Cina. I superstiti Yuan si ritirarono in Cina a fine giugno, mentre Trần riprendeva corte a Thăng Long dopo sei mesi di conflitto.

## Terza invasione del Đại Việt (1287-1288)

Terza invasione mongola del Vietnam (1287-1288)

### Contesto e preparativi
Nel 1286, Kublai nominò il fratello minore di Trần Thánh Tông, il principe Trần Ích Tắc, re del Đại Việt per forzare al compromesso il sovrano vietnamita. Trần Ích Tắc era disposto a guidare un esercito Yuan in patria pur di salire al trono. Il Khan annullò i piani in corso per una terza invasione del Giappone per concentrare i preparativi militari nel sud. Accusò i vietnamiti di aver invaso la Cina e pretese che il paese concentrasse i suoi sforzi nella sottomissione del Đại Việt.
Nell'ottobre 1287, l'esercito Yuan al comando di Togon, assistito da Nasr al-Din e dal nipote di Kublai, Esen-Temür, allora impegnato a concludere la prima invasione mongola della Birmania (v.si battaglia di Pagan), si spostarono verso sud dal Guangxi e dal Yunnan in tre divisioni guidate dal generale Abači e Changyu, con la flotta guidata da Omar, Zhang Wenhu e Aoluchi. Una seconda forza navale avanzava da Qinzhou, con l'intento di formare una grande tenaglia contro i vietnamiti. La forza era composta da: 70 000 Mongoli, Jurchen, Cinesi Han di Jiangsu, Jiangxi, Hunan e Guangdong; 6 000 truppe yunnanesi; 1 000 ex truppe Song; 6 000 soldati del Guangxi; 17 000 truppe Li da Hainan; e 18 000 membri dell'equipaggio. L'ammontare complessivo delle forze Yuan raccolte per l'invasione si stimano in 170 000 unità.

### La campagna

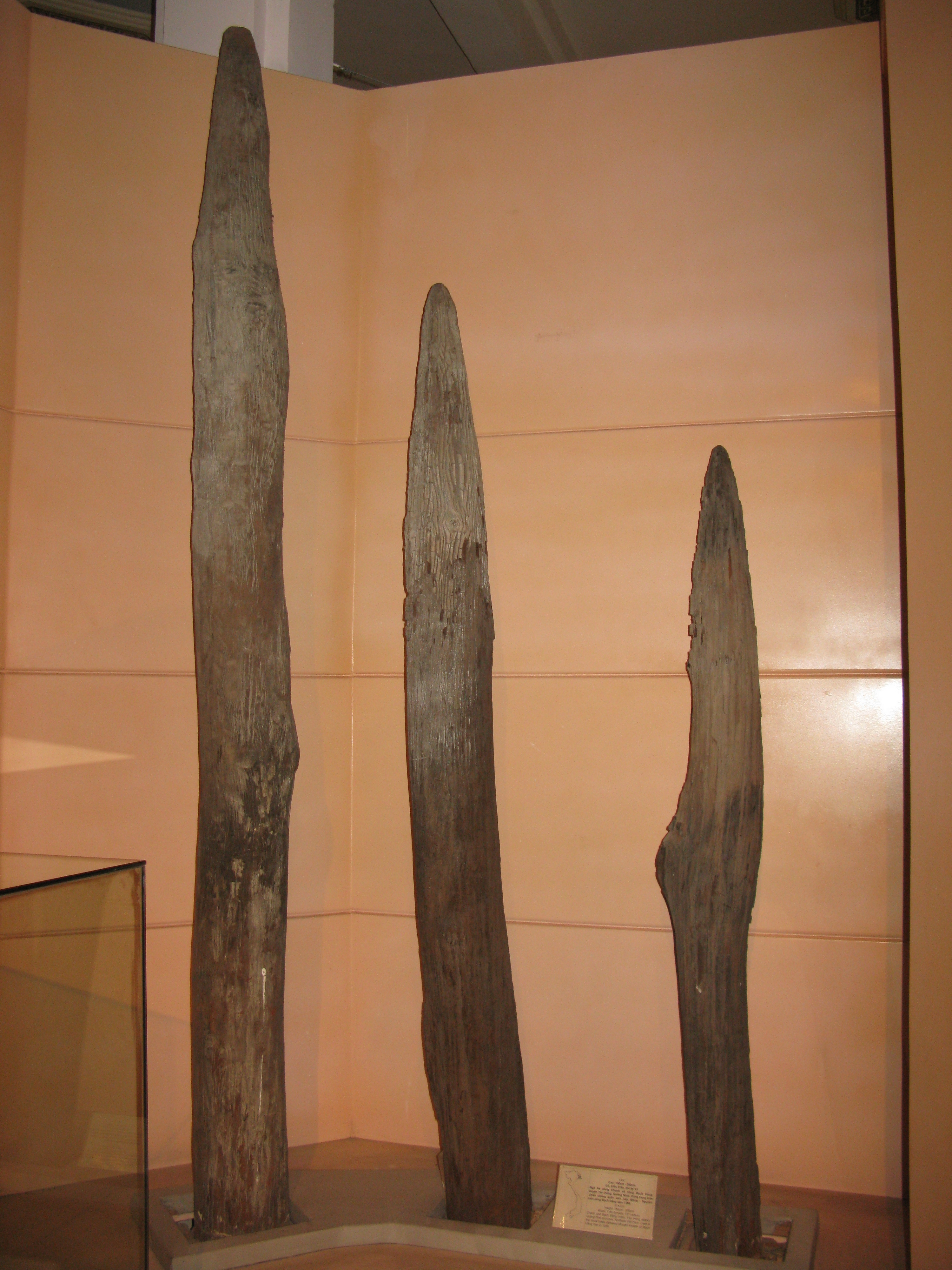
Pali di legno ripescati dal letto del fiume Bạch Đằng - Museo del Vietnam

Gli Yuan ebbero successo nelle prime fasi dell'invasione, tornando ad occupare e saccheggiare la capitale Đại Việt.
Nel gennaio 1288, mentre la flotta di Omar attraversava la baia di Ha Long per unirsi alle forze di Togon a Vạn Kiếp (odierna provincia di Hải Dương), seguita dalla flotta di rifornimento di Zhang Wenhu, la marina vietnamita del principe Trần Khánh Dư attaccò e distrusse la flotta di Wenhu. L'esercito Yuan di Togon e la flotta di Omar, entrambi già a Vạn Kiếp, ignoravano la perdita della loro flotta di rifornimenti. Nonostante ciò, in febbraio, Togon ordinò di attaccare le forze vietnamite, tornò nella capitale Thăng Long in cerca di cibo, mentre Omar distrusse la tomba del re Trần Thái Tông a Thái Bình.
A causa della mancanza di cibo, il 5 marzo l'esercito di Togon e Omar si ritirò da Thăng Long alla loro base principale fortificata a Vạn Kiếp a nord-est di Hanoi. Avevano già risolto di lasciare il Đại Việt ma volevano farlo di essersi riforniti di vettovaglie. Con la situazione ormai insostenibile, il 30 marzo Togon ordinò una ritirata in Cina. Salì a bordo di una grande nave da guerra mentre il principe Hưng Đạo, a conoscenza dei suoi piani, si preparava ad attaccarlo. I vietnamiti distrussero ponti e strade e disseminarono trappole lungo il percorso del nemico in ritirata. Lo inseguirono fino a Lạng Sơn, dove il 10 aprile lo stesso Togon fu colpito da una freccia avvelenata e costretto ad abbandonare la sua nave ed evitare i sentieri battuti mentre veniva scortato indietro attraverso le foreste fino a Siming, nel Guangxi, dalle poche truppe rimastegli. La maggior parte delle forze di terra Yuan furono uccise o catturate. Nel frattempo, la flotta di Omar si stava ritirando attraverso il fiume Bạch Đằng.

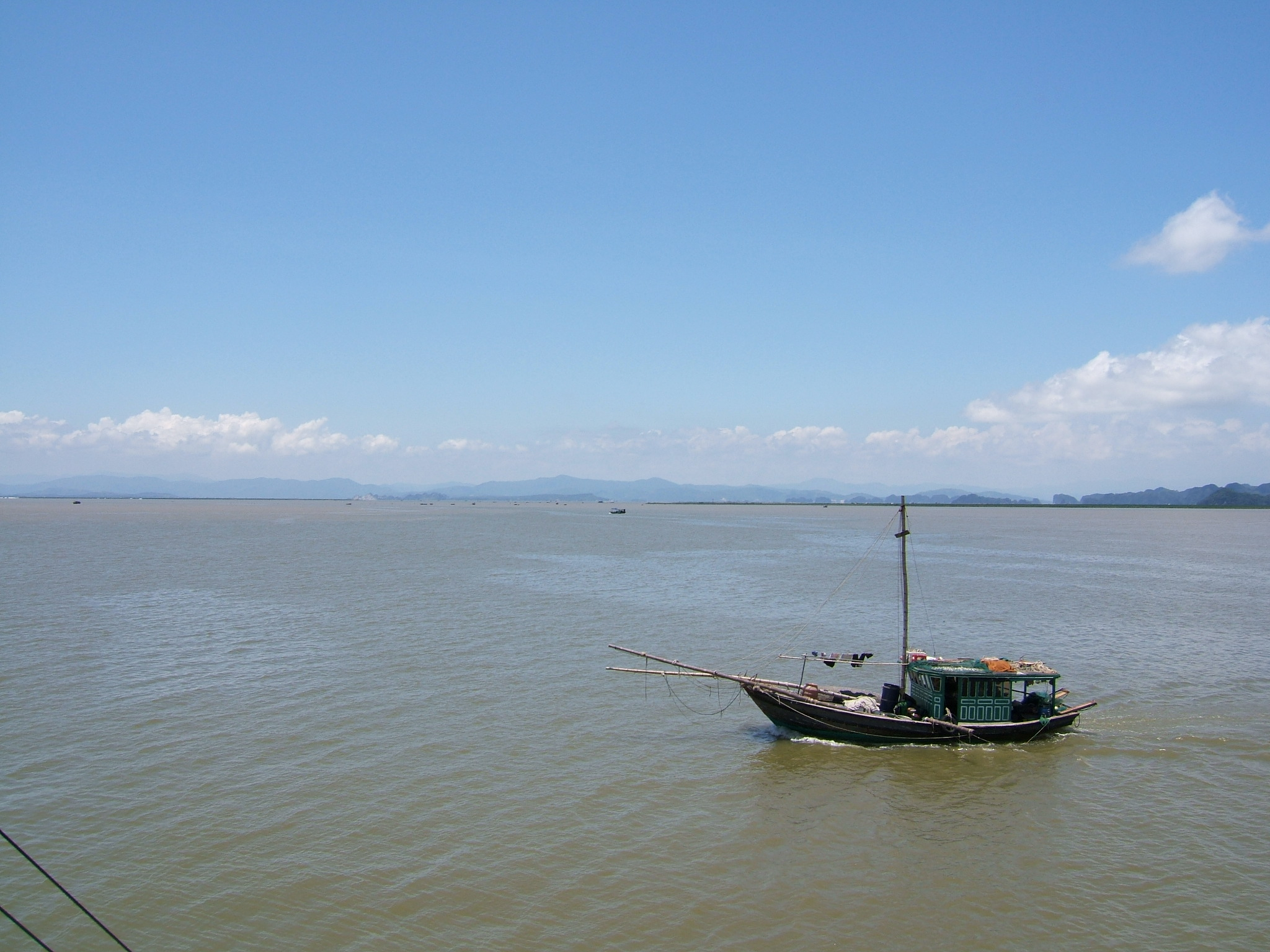
Il fiume Bạch Đằng oggi

Presso il fiume Bạch Đằng, in aprile, il principe Hưng Đạo al comando delle forze vietnamite organizzò un'imboscata alla flotta di Omar nella terza battaglia di Bạch Đằng. I vietnamiti misero dei pali di legno nascosti con la punta di metallo nel letto del fiume e attaccarono la flotta una volta che vi si era incastrata. Lo stesso Omar fu fatto prigioniero. La flotta Yuan fu distrutta e l'esercito si ritirò in disordine senza rifornimenti. Pochi giorni dopo, Zhang Wenhu, che credeva che gli eserciti Yuan fossero ancora a Vạn Kiếp e non fosse a conoscenza della sconfitta di Yuan, fece navigare la sua flotta di trasporto nel fiume Bạch Đằng e fu distrutto dalla marina vietnamita. Solo Wenhu e pochi soldati Yuan riuscirono a fuggire. Phạm Ngũ Lão combatté contro i mongoli in questa terza invasione mongola così come nella seconda invasione mongola menzionata sopra.
Diverse migliaia di truppe Yuan, che non avevano familiarità con il terreno, furono perse e non ripresero mai il contatto con la forza principale. Un resoconto della battaglia di Lê Tắc, studioso vietnamita che disertò agli Yuan nel 1285, disse che i resti dell'esercito lo seguirono a nord in ritirata e raggiunsero il territorio controllato dai mongoli nel capodanno lunare del 1289. Quando le truppe Yuan furono ritirate prima della stagione della malaria, Lê Tắc andò a nord con loro. Molti dei suoi compagni, diecimila, morirono tra i passi di montagna delle terre di confine sino-vietnamite. Dopo la guerra, Lê Tắc fu definitivamente esiliato in Cina, e fu nominato dal governo Yuan alla carica di Prefetto del Siam pacificato (Tongzhi Anxianzhou).

## Conseguenze

### Dinastia Yuan
Le forze della dinastia Yuan erano state incapaci di sconfiggere i vietnamiti. Kublai Khan, arrabbiato per le sconfitte nel Đại Việt, bandì il principe Togon a Yangzhou e voleva lanciare una quarta invasione ma fu convinto nel 1291 a inviare il Ministro dei Riti, Zhang Lidao, per indurre Trần Nhân Tông a recarsi in Cina. La missione Yuan arrivò nella capitale vietnamita il 18 marzo 1292 e soggiornò in una pensione, dove il re stipulò un protocollo con Zhang. Trần Nhân Tông ha inviato una missione con un promemoria per tornare con Zhang Lidao in Cina. Nel promemoria, Trần Nhân Tông ha spiegato la sua incapacità di visitare la Cina. Il dettaglio diceva che su dieci inviati vietnamiti a Dadu, sei o sette morirono durante il viaggio. Scrisse una lettera a Kublai Khan descrivendo la morte e la distruzione provocate dagli eserciti mongoli, raccontando vividamente la brutalità dei soldati e la profanazione dei luoghi sacri buddisti. Invece di andare da Dadu in persona, il re vietnamita inviò una statua d'oro alla corte Yuan e le scuse per i suoi "peccati".
Un'altra missione Yuan fu inviata nel settembre 1292. Nel 1293, Kublai Khan tornò a pianificare la quarta campagna per insediare Trần Ích Tắc come re di Đại Việt ma i piani furono interrotti quando il Gran Khan morì nel 1294. Il successore, Temür Khan (r. 1294-1307), annunciò che la guerra con Đại Việt era finita e inviò una missione a Đại Việt per ristabilire relazioni amichevoli tra i due paesi.

### Đại Việt
Tre invasioni mongole e yuan hanno devastato Đại Việt, ma i vietnamiti non hanno ceduto alle richieste di Yuan. Alla fine, nessun re o principe Trần visitò la Cina. La dinastia Trần di Đại Việt decise di accettare la supremazia della dinastia Yuan per evitare ulteriori conflitti. Nel 1289, Đại Việt liberò la maggior parte dei prigionieri di guerra mongoli in Cina ma Omar, il cui ritorno Kublai richiedeva particolarmente, fu intenzionalmente annegato quando la barca che lo trasportava fu affondata. Nell'inverno 1289-1290, Trần Nhân Tông condusse un attacco nell'odierno Laos, contro il parere dei suoi consiglieri, con l'obiettivo di impedire le incursioni degli abitanti degli altopiani. Carestie e miseria devastarono il paese dal 1290 al 1292. Non se ne conoscono i fattori ma può trattarsi degli effetti dell'incuria/distruzione del sistema idrico nazionale causato dalla guerra, dall'allontanamento degli uomini dalle risaie e/o da inondazioni/siccità. Sebbene Đại Việt respinse lo Yuan, la capitale fu ripetutamente saccheggiata e rasa al suolo, molti siti buddisti decimati e la popolazione subì gravi perdite demografiche e pecuniarie. Nhân Tông ricostruì la cittadella di Thăng Long nel 1291 e nuovamente nel 1293.
Nel 1293, Kublai trattenne l'inviato vietnamita, Đào Tử Kí, perché Trần Nhân Tông si rifiutò di andare di persona a Khanbaliq ma il suo successore Temür Khan liberò tutti gli inviati detenuti e riprese il rapporto tributario pre-invasione che continuò fino alla fine dello Yuan.

### Champa
Il Regno Champa decise di accettare la supremazia della dinastia Yuan e stabilì parimenti un rapporto tributario. Nel 1305, il re Cham Chế Mân (r. 1288 – 1307) sposò la principessa vietnamita Huyền Trân, figlia di Trần Nhân Tông, cedendo le province di Ô e Lý al Đại Việt, ma ne seguì una serie di guerre per il controllo delle province cedute per il resto del XIV secolo.

### Trasmissione delle armi a polvere da sparo
Prima del XIII secolo, la polvere da sparo in Vietnam veniva usata solo per petardi d'intrattenimento. Durante le invasioni mongole, un flusso di immigrati cinesi Song fuggì nel sud-est asiatico, inclusi Dai Viet e Champa, portandovi armi a polvere da sparo, come frecce di fuoco e lance da fuoco, permettendo così a Viet e Cham di sviluppare queste armi nel secolo successivo. Quando infatti la dinastia Ming conquistò Đại Việt nel 1407, scoprì che i vietnamiti erano abili nel realizzare un tipo di lancia da fuoco che sparava una freccia e una serie di proiettili di piombo come proiettili co-viativi.

### Lascito
Nonostante le sconfitte militari subite durante le campagne, sono spesso trattate come un successo dagli storici per i mongoli a causa dell'instaurazione di relazioni tributarie con Đại Việt e Champa. L'obiettivo mongolo iniziale di collocare Đại Việt, uno stato tributario della dinastia Song meridionale, come proprio stato tributario fu raggiunto dopo la prima invasione. Tuttavia, i mongoli non riuscirono a imporre le loro richieste di maggiori tributi e la supervisione diretta dei darughachi sugli affari interni di Đại Việt durante la loro seconda invasione e il loro obiettivo di sostituire il poco collaborativo Trần Nhân Tông con Trần Ích Tắc come re di Đại Việt durante il terza invasione. Tuttavia, furono stabilite relazioni amichevoli e Dai Viet continuò a rendere omaggio alla corte mongola.
La storiografia vietnamita sottolinea le vittorie militari vietnamite. Le tre invasioni, e la battaglia di Bạch Đằng in particolare, sono ricordate nella storiografia vietnamita e vietnamita come esempi prototipici di resistenza vietnamita contro l'aggressione straniera. Il principe Trần Quốc Tuấn è ricordato come l'eroe nazionale che salvò l'indipendenza vietnamita.

### Esplicative
1. ↑  Gli antenati dei Trần erano emigrati dal Fujian nel Đại Việt al principio del XII secolo, insediandosi nel distretto Mỹ Lộc - Ngô 1993, p. 159.
2. ↑  Vogel 2013, p. 420.
«Il resoconto di Marco Polo è in perfetto accordo con ciò che sappiamo da fonti cinesi sulla produzione o importazione, forme, valori e tassi di cambio, pesi, denominazioni nonché uso di queste valute nei domini pubblici e privati. Questi risultati supportano l'argomento di Haw 2006, p. 47 e altri che il resoconto di Marco Polo dell'itinerario da Cambaluc a Yunnan, Myanmar e Annam [Đại Việt o Caugigu] è così buono (e molto meglio di quanto sia mai stato apprezzato in precedenza) che quasi certamente lo ha intrapreso lui stesso»
3. ↑  Polo 2008, p. 354.
«Caugigu si riferisce a Giao Chỉ, o Đại Việt, o all'epoca Annam, la parte settentrionale del Vietnam moderno».
4. ↑  Taylor 2013, p. 134.
«At the same time [late 1284], Tran Quoc Tuan and his son-in-law Pham Ngu Lao led a force in several hundred war boats through the rivers back to Van Kiep, the headquarters for Togan’s supply line from the border to Thang Long».
5. ↑  Taylor 2013, p. 139.
«Tran Quoc Tuan’s son-in-law Pham Ngu Lao, who gained fame for laying ambushes for Togan in the northern mountains, actively led soldiers on the frontiers until just before his death in 1320.»

### Bibliografiche
1. ↑  Ill. in Rossabi 2006, p. 486.
2. ↑  Anderson 2014, p. 129.
3. ↑  Lo 2012, pp. 289-292.
4. ↑  Atwood 2004, p. 579.
5. ↑  Taylor 2013, p. 124.
6. ↑  Hà e Phạm 2003, pp. 66-68.
7. ↑  Man 2012, p. 350.
8. ↑  Atwood 2004, pp. 579-580.
9. ↑  Anderson 2014, p. 127.
10. ↑  Lo 2012, p. 288.
11. ↑  Lo 2012, p. 292.
12. ↑  Man 2012, p. 351.
13. ↑  Lo 2012, p. 302.
14. ↑  Baldanza 2016, p. 17.
15. ↑  Weatherford 2005, p. 212.
16. ↑  Hucker 1975, p. 285.
17. ↑  Aymonier 1893, p. 16.
18. 1 2  Haw 2013, pp. 361-371.
19. ↑  Bulliet et al. 2014, p. 336.
20. ↑  Baldanza 2016, pp. 17-26.
21. 1 2  Lieberman 2003, p. 24.
22. 1 2  Ngô 1993, p. 159.
23. ↑  Allsen 2006, p. 405.
24. 1 2  Anderson 2014, p. 116.
25. 1 2  Herman 2020, p. 47.
26. ↑  Anderson 2014, p. 117.
27. 1 2 3  Allsen 2006, pp. 405-406.
28. ↑  Anderson 2014, p. 118.
29. 1 2  Allsen 2006, p. 407.
30. ↑  Coedès 1968, p. 190.
31. ↑  (EN) Morris Rossabi, The Muslims in the Early Yuan Dynasty, in John D. Langlois, Jr. (a cura di), China Under Mongol Rule, Princeton University Press, 2014  [1981],  p. 289, ISBN 9781400854097.
32. ↑  Sun 2014, p. 206.
33. ↑  Sun 2014, p. 207.
34. 1 2  Baldanza 2016, p. 18.
35. ↑  Vu e Sharrock 2014, p. 84.
36. ↑  Nicolle 2000, p. 12.
37. ↑  (EN) Rossabi Morris, All the Khan's Horses (PDF), su afe.easia.columbia.edu, ottobre 1994.
38. 1 2  Turnbull 2003, p. 22.
39. ↑  Phillips 1979, p. 34.
40. ↑  Historia Mongalorum, VI.6-12.
41. ↑  Turnbull 2003, p. 23.
42. ↑  (EN) Daguan Zhou, The Customs of Cambodia, The Siam Society, 2007,  p. 117, ISBN 978-974-8359-68-7.
43. ↑  (EN) nome cognome, Chinese Siege Warfare: Mechanical Artillery & Siege Weapons of Antiquity, Singapore, Leong Kit Meng, 2006, ISBN 981-05-5380-3.
44. ↑  (EN) John M. Kistler, War Elephants, Westport, CT, Praeger, 2006,  pp. 197-200.
45. ↑  (EN) Ky Phong Tran, The Military History of the Champa Kingdom, in Journal of Southeast Asian Studies, 2015.
46. ↑  (EN) H. G. Quaritch Wales, The Champa Kingdom and its Military, in Journal of the Siam Society, 1950.
47. ↑  Anderson 2014, p. 121.
48. ↑  Vu e Sharrock 2014, p. 85.
49. ↑  Lo 2012, p. 284.
50. ↑  Buell 2009.
51. ↑  Vu e Sharrock 2014, p. 86.
52. 1 2  Baldanza 2016, p. 19.
53. 1 2  Anderson 2014, p. 122.
54. ↑  Rossabi 2006, pp. 422-423.
55. ↑  Taylor 2013, p. 128.
56. ↑  Sun 2014, p. 208.
57. ↑  Man 2012.
58. ↑  Sun 2014, p. 212.
59. ↑  Haw 2006, p. 105.
60. ↑  Sun 2014, p. 213.
61. ↑  Kim 1971, p. 52.
62. 1 2  Lo 2012, p. 285.
63. 1 2  Grousset 1970, p. 290.
64. 1 2  Lo 2012, p. 286.
65. 1 2  Ngô 1993, p. 188.
66. ↑  Anderson 2014, p. 123.
67. ↑  Lo 2012, p. 287.
68. ↑  Delgado 2008, p. 158.
69. ↑  Purton 2010, p. 201.
70. ↑  Lo 2012, pp. 288-289.
71. 1 2  Lo 2012, p. 289.
72. ↑  Delgado 2008, p. 159.
73. 1 2  Taylor 2013, p. 133.
74. ↑  Lo 2012, p. 291.
75. ↑  Anderson 2014, p. 124.
76. ↑  Haw 2006, p. 107.
77. ↑  Lo 2012, p. 293.
78. ↑  Anderson 2014, p. 126.
79. ↑  Anderson 2014, p. 125.
80. ↑  Lo 2012, p. 294.
81. ↑  Stone 2017, p. 76.
82. ↑  Lo 2012, p. 295.
83. ↑  Taylor 2013, p. 135.
84. 1 2 3 4 5  Baldanza 2016, p. 24.
85. ↑  Lo 2012, p. 296.
86. 1 2 3  Taylor 2013, p. 136.
87. ↑  Lo 2012, p. 281.
88. 1 2  Lo 2012, p. 297.
89. 1 2 3 4  Baldanza 2016, p. 26.
90. 1 2 3  Lo 2012, p. 301.
91. 1 2  Baldanza 2016, p. 25.
92. 1 2 3  Miksic e Yian 2016, p. 489.
93. 1 2  Man 2012, p. 353.
94. ↑  Sun 2014, p. 221.
95. 1 2  Sun 2014, p. 223.
96. ↑  Lo 2012, p. 303.
97. ↑  Sun 2014, p. 227.
98. ↑  Taylor 2013, p. 137.
99. ↑  Baldanza 2016, p. 42.
100. ↑  Needham 1987, p. 313.
101. ↑  Needham 1987, p. 240.
102. ↑  Needham 1987, p. 311.
103. ↑  Simons 1998, p. 53.
104. ↑  Walker 2012, p. 242.

### Fonti
- (AR) Rashid al-Din Hamadani, Jami' al-tawarikh, XIV secolo. ed. (EN) Rashid al-Din Hamadani, The Successors of Genghis Khan, traduzione di John Andrew Boyle, Columbia University Press, 1971.
- (ZH) Toqto'a (a cura di), 宋史T, Sòng ShǐP, lett. "Storia di Song" [Storia dei Song], 二十四史S, Èrshísì ShǐP, lett. "Ventiquattro Storie", 1345.
- (ZH) Song Lian (a cura di), 元史T, Yuán ShǐP, lett. "Storia di Yuan" [Storia degli Yuan], 二十四史S, Èrshísì ShǐP, lett. "Ventiquattro Storie", 1370.

### Studi
In italiano
- E.D. Phillips, L'impero dei Mongoli, Newton Compton, 1979  [1969].

In altre lingue
- (EN) Thomas Allsen, The rise of the Mongolian empire and Mongolian rule in north China, in Herbert Franke e Denis C. Twittchet (a cura di), The Cambridge History of China - Volume 6: Alien regimes and border states, 907—1368, Cambridge, Cambridge University Press, 2006,  pp. 321-413.
- (EN) James A. Anderson, Man and Mongols: the Dali and Đại Việt Kingdoms in the Face of the Northern Invasions, in James A. Anderson e John K. Whitmore (a cura di), China's Encounters on the South and Southwest: Reforging the Fiery Frontier Over Two Millennia, United States, Brill, 2014,  pp. 106-134, ISBN 978-9-004-28248-3.
- (EN) Christopher Pratt Atwood, Encyclopedia of Mongolia and the Mongol Empire, New York, Facts of File, 2004, ISBN 978-0-8160-4671-3.
- (EN) Etienne Aymonier, The History of Tchampa (the Cyamba of Marco Polo, Now Annam Or Cochin-China), Oriental University Institute, 1893.
- (EN) Kathlene Baldanza, Ming China and Vietnam: Negotiating Borders in Early Modern Asia, Cambridge University Press, 2016, ISBN 978-1-316-53131-0.
- (EN) P. D. Buell, Mongols in Vietnam: End of one era, beginning of another, in Nome Congress of the Asian Association of World Historian, Osaka University Nakanoshima-Center, 29-31 May 2009, 2009.
- (EN) Richard Bulliet [et al.], The Earth and Its Peoples: A Global History, Cengage Learning, 2014, ISBN 9781285965703.
- (EN) Oscar Chapuis, A history of Vietnam: from Hong Bang to Tu Duc, Greenwood Publishing Group, 1995, ISBN 0-313-29622-7.
- (EN) Peter Connolly, John Gillingham e John Lazenby (a cura di), The Hutchinson Dictionary of Ancient & Medieval Warfare, Routledge, 1998, ISBN 978-1-57958-116-9.
- (EN) James P. Delgado, Khubilai Khan's Lost Fleet: In Search of a Legendary Armada, Vancouver, Douglas & McIntyre, 2008, ISBN 978-0-520-25976-8.
- (EN) George Dutton, Jayne Werner e John K. Whitmore (a cura di), Sources of Vietnamese Tradition, Columbia University Press, 2012, ISBN 978-0-231-51110-0.
- (EN) René Grousset, The Empire of the Steppes, Rutgers University Press, 1970, ISBN 978-0-8135-1304-1.
- (VI) Văn Tấn Hà e Thị Tâm Phạm, III: Cuộc kháng chiến lần thứ nhất, in Cuộc kháng chiến chống xâm lược Nguyên Mông thế kỉ XIII, 2003, ISBN 978-604-89-3615-0.
- (EN) Stephen G. Haw, The deaths of two Khaghans: a comparison of events in 1242 and 1260, in Bulletin of the School of Oriental and African Studies, University of London, vol. 76, 2013,  pp. 361-371, DOI:10.1017/S0041977X13000475, JSTOR 24692275.
- (EN) Stephen G. Haw, Marco Polo's China: A Venetian in the Realm of Khubilai Khan, Taylor & Francis, 2006.
- (EN) John E. Herman, Amid the Clouds and Mist China's Colonization of Guizhou, 1200–1700, Harvard University Asia Center, 2020, ISBN 978-0-674-02591-2.
- (EN) Charles O. Hucker, China's Imperial Past: An Introduction to Chinese History and Culture, Stanford University Press, 1975, ISBN 9780804723534.
- (EN) Victor B. Lieberman, Strange Parallels: Southeast Asia in Global Context, c. 800–1830, volume 1, Integration on the Mainland, Cambridge University Press, 2003, ISBN 978-0-521-80496-7.
- (EN) Jung-pang Lo, China as a Sea Power, 1127-1368: A Preliminary Survey of the Maritime Expansion and Naval Exploits of the Chinese People During the Southern Song and Yuan Periods, a cura di Bruce A. Elleman, Singapore, NUS Press, 2012, ISBN 9789971695057.
- (VI) Trần Trọng Kim, Việt Nam sử lược, Saigon, Center for School Materials, 1971.
- (EN) John Man, Kublai Khan, Transworld, 2012.
- (EN) John Norman Miksic e Go Geok Yian, Ancient Southeast Asia, Taylor & Francis, 2016, ISBN 978-1-317-27903-7.
- (EN) Joseph Needham, Science & Civilisation in China, V:5 pt. 7: The Gunpowder Epic, Cambridge University Press, 1987, ISBN 0-521-30358-3.
- (VI) Ngô Sĩ Liên, Đại Việt sử ký toàn thư, Hanoi, Social Science Publishing House, 1993.
- (EN) Peter Purton, A History of the Late Medieval Siege 1200-1500, The Boydell Press, 2010.
- (EN) Morris Rossabi, The reign of Khubilai Khan, in Herbert Franke e Denis C. Twittchet (a cura di), The Cambridge History of China - Volume 6: Alien regimes and border states, 907—1368, Cambridge, Cambridge University Press, 2006,  pp. 414-489.
- (EN) Morris Rossabi, Khubilai Khan: His Life and Times, University of California Press, 2009.
- (EN) G. Simons, The Vietnam Syndrome: Impact on US Foreign Policy, Palgrave Macmillan, 1998.
- (EN) Zofia Stone, Genghis Khan: A Biography, Vij Books India Pvt Ltd, 2017, ISBN 978-93-86367-11-2.
- (EN) Laichen Sun, Imperial Ideal Compromised: Northern and Southern Courts Across the New Frontier in the Early Yuan Era, in James A. Anderson e John K. Whitmore (a cura di), China's Encounters on the South and Southwest: Reforging the Fiery Frontier Over Two Millennia, Brill, 2014,  pp. 193-231.
- (EN) Keith W. Taylor, A History of the Vietnamese, Cambridge University Press, 2013.
- (EN) Hans Ulrich Vogel, Marco Polo was in China: New evidence from currencies, salt and revenue, Leida, Koninklijke Brill, 2013.
- (EN) Hong Lien Vu e Peter Sharrock, Descending Dragon, Rising Tiger: A History of Vietnam, Reaktion Books, 2014.
- (EN) Hugh Dyson Walker, East Asia: A New History, 2012, ISBN 978-1477265161.
- (EN) Jack Weatherford, Genghis Khan and the Making of the Modern World, Three Rivers Press, 2005, ISBN 978-0-609-80964-8.